# Роберт Адамс
Роберт Адамс (англ. Robert Adams; 1810 Марлдон, графство Девон, Англія — вересень 1870 Камберуелл, Суррей, Англія) — британський зброяр-конструктор, засновник компанії з виробництва зброї «Adams Patent Small Arms Company» .

## Історія
У 1855 році Британська армія прийняла на озброєння капсульний револьвер Бомонт-Адамс (англ. Beaumont-Adams percussion revolver) під назвою револьвер Діна і Адамса (англ. Deane & Adams Revolver Pistol) . В основі цього револьвера лежала конструкція «cap-and-ball» револьвера Адамса з  ударно-спусковим механізмом подвійної дії, розроблений Бомонтом. Потім Адамс розробив систему перезарядки для цього револьвера, включивши в нього нову конструкцію барабана, шомпол-викидач і дверцята для заряджання, таким чином, перетворивши його в казнозарядний револьвер . Ці нововведення були прийняті британської армією в 1868 році. Револьвер з цільною рамкою під металевий патрон був вироблений і широко прийнятий на озброєння поліцією і збройними силами.